# Polycap
El ácido acetilsalicílico/simvastatina/ramipril/atenolol/hidroclorotiazida, comercializado con el nombre de Polycap, entre otros, es un medicamento combinado que se utiliza para prevenir las cardiopatías y los accidentes cerebrovasculares. En concreto, se utiliza en personas con un riesgo superior al 10 % en un periodo de 10 años. Se toma por vía oral. Para algunas personas, la combinación es más fácil de tomar que los componentes por separado.
Los efectos secundarios son los de los componentes por separado, aunque suele tolerarse bien. Está compuesto por ácido acetilsalicílico (aspirina), un antiagregante plaquetario; simvastatina, una estatina; ramipril, un inhibidor de la ECA; atenolol, un betabloqueante; e hidroclorotiazida, un diurético tiazídico .
La combinación está autorizada para uso médico en la India y Zambia, y figura en la Lista de Medicamentos Esenciales de la Organización Mundial de la Salud (OMS).